# Long Peak
Long Peak är en bergstopp i Antarktis. Den ligger i Västantarktis. Chile gör anspråk på området. Toppen på Long Peak är 1 200 meter över havet.
Terrängen runt Long Peak är varierad. Trakten är obefolkad. Det finns inga samhällen i närheten.